# Дивовижні пригоди дядечка Антифера
«Дивовижні пригоди дядечка Антифера» (фр. Mirifiques aventures de maître Antifer) — пригодницький роман французького письменника Жуля Верна, надрукований у 1894 році.

## Сюжет
Турецький багач Камільк-паша, бувши втягнутим у війну між Махмудом Другим і єгипетським намісником Мухаммедом Алі, ховає свої скарби на невідомому острові. Обділивши свого племінника-зрадника Саука, паша залишив свій спадок трьом людям, які колись врятували його.
Саук, змовившись з нотаріусом Бен-Омаром, духівником покійного, вирішує забрати скарби собі. Маючи довготу острова, Бен-Омар і Саук, що прикинувся клерком Бен-Омара Назимом, вирушають у Сен-Мало до спадкоємця паші, якому відома широта, моряка у відставці, П'єра-Сервана-Мало «дядечка» Антифера. Антифер, дізнавшись у них довготу, разом зі своїми другом Жільдасом Трегоменом, племінником Жуелем, Бен-Омаром і Сауком пливе на цей острів в Оманську затоку.
На острові мандрівники знаходять лише коробочку з запискою, яка містить широту іншого острова і скеровує Антифера до банкіра Замбуко, другого спадкоємця, якому відома довгота. Той, вирішивши з жадібності зберегти скарб цілком у своїй родині, вмовляє Антифера одружитися зі своєю немолодою сестрою.
Натрапивши в Гвінейській затоці на скриньку такого ж змісту, що й перша, Антифер і Замбуко вирушають до третього спадкоємця, якому відома довгота третього острова, единбурзького богослова Тіркомеля, який проповідує відмову від грошей. З'ясовується, що Тіркомель через свій аскетизм знищив лист Камільк-паші не читаючи.
Однак Саук силою дізнається у Тіркомеля довготу острова: ці цифри батько богослова свого часу витатуював на плечі сина. Саук поспішає на третій острівець, але вже в Англії його заарештовує поліція за напад зі зломом. В газетах публікується довгота острова, яким виявляється Шпіцберген. Антифер і Замбуко знову знаходять коробочку з посланням, та й то зіпсовану снігом. Пошукам настає кінець.
Вже в Сен-Мало Жуель зі своєю молодою дружиною Еногат аналізують маршрут пошуків і дізнаються, що всі три вищезгадані острови є точками правильного кола, нанесеного на карту Землі. Зіставивши свої дослідження з уцілілою частиною тексту третьої записки, вони розуміють, що потрібний їм четвертий острів знаходиться в центрі цього кола, тобто в Середземному морі.
Антифер, Жільдас Трегомен, Жуель, Замбуко і Бен-Омар пливуть до цього місця. Проте острова там немає. Справа в тому, що паша залишив свій спадок на острові Джулія, який піднявся з дна моря в липні 1831 року і опустився назад в грудні цього ж року внаслідок геологічного катаклізму. Скарби виявилися навіки поховані в безодні моря.

## Персонажі
- П'єр-Серван-Мало «дядечко» Антифер
- Жільдас Трегомен
- Жуель
- Замбуко
- Тіркомель
- Бен-Омар
- Саук
- Камільк-паша
- Еногат
- Капітан Зо
- Нанон

## Цікаві факти
- У СРСР роман видавався лише один раз — в 1959 році.
- У 1993 році була видана збірка маловідомих романів «Замок в Карпатах — Дивовижні пригоди дядечка Антифера».
- Онук письменника, Жан-Жуль Верн, так коментує роман: «Дядечко Антифер» — свого роду притча, в якій автор знаходить гарний настрій.
- Є. П. Брандіс[ru] в статті «Жуль Верн і його романи» пише, що «ця жива, весела, захоплива книга написана з такою майстерністю, з таким гумором, з такою чарівною вигадкою, що цілком заслуговує, щоб з нею познайомилися наші читачі».